# 2016年ベルギーグランプリ
2016年ベルギーグランプリは、2016年のF1世界選手権第13戦として、2016年8月28日にスパ・フランコルシャンで開催された。

## レース前
- マノー（MRT）は、リオ・ハリアントに代わってエステバン・オコンを起用[1]。
- ピレリはスパにミディアム、ソフト、スーパーソフトの3種類のコンパウンドを持ち込んだ。
- ルイス・ハミルトンはフリー走行を前にエンジン、MGU-K、MGU-H、ターボを交換。このうち、MGU-Hとターボは6基目となるため、この段階で15グリッド降格が確定[2]。

## フリー走行
2016年8月26日（金曜日）
1回目（FP1）
気温26度、路面温度25度、初日は晴天に恵まれてスタート。ニコ・ロズベルグ（メルセデス）、ダニエル・リカルド（レッドブル）、カルロス・サインツ（トロ・ロッソ）、ニコ・ヒュルケンベルグ（フォース・インディア）がコクピット保護デバイス「ハロ」をテストした。セッション後半、全チームが試す予定となっている、衝撃に対する耐性を向上させたピレリのプロトタイプのテストタイヤを履くドライバーが登場する。残り25分、ジョリオン・パーマーのマシン後部から白煙が上がりスローダウンしてFP1を終えている。トップタイムはロズベルグ（1:48.348）。2位にルイス・ハミルトンが続いたが、FP2に向けて再びエンジン、MGU-K、MGU-H、ターボを交換したため、さらに15グリッド降格（合計30グリッド降格）となった。このレースよりホンダのアップデートエンジンが投入されたマクラーレンのフェルナンド・アロンソは水漏れのトラブルのため唯一タイム計測ができないままFP1を終え、6基目のパワーユニット（全エレメント、旧仕様）に交換、35グリッド降格（全エレメント分）となった。
2回目（FP2）
気温30度、路面温度40度、FP1に続き晴天。トップタイムはマックス・フェルスタッペン（1:48.085）、2位リカルドとレッドブル勢が続いた。既に30グリッド降格が決まっているハミルトンは、序盤にテストタイヤ、終盤にソフトタイヤを履いた以外はミディアムタイヤで走行を続け13位。
2016年8月27日（土曜日）
3回目（FP3）
気温28度、路面30度、この日も晴天のまま迎える。ハミルトンはFP3を前にパワーユニット（全エレメント）を交換、ターボチャージャーとMGU-Hは8基目、エンジンとMGU-Kは6基目となり、前日までの分と合わせて55グリッド降格となった。オー・ルージュの先でスロー走行をしていたエステバン・グティエレスにパスカル・ウェーレインが行く手を阻まれあわや接触しかけた。この一件はグティエレスのブロッキングと見なされ、5グリッド降格とペナルティポイント3点が科されている。トップタイムはキミ・ライコネン（1:47.974）。FP2でトップタイムを出したフェルスタッペンはコースに出られないままFP3を終えた。

## 予選
2016年8月27日（土曜日）　天候：晴

### 経過
Q1
気温31度、路面41度。最後のアタックでトップに躍り出たのはフェリペ・マッサだった。パスカル・ウェーレインは9位でQ2進出の大殊勲。一方、既に大幅なグリッドダウンが決まっているフェルナンド・アロンソは最初のアタックを試みたが、パワーユニットのトラブルによりオー・ルージュ手前でストップしタイムを出せず（このため決勝レース前にもパワーユニットを交換し合計60グリッド降格となった）、ルイス・ハミルトンは21位で予選を終えた。　
Q2
ニコ・ロズベルグがソフトタイヤでトップタイム。マックス・フェルスタッペンはスーパーソフトタイヤでアタックしたが、ロズベルグに届かず2位。フォース・インディアのニコ・ヒュルケンベルグが3位、セルジオ・ペレスが4位と続く。終盤にジェンソン・バトンが10位に入り、Q3進出を果たした。
Q3
全車スーパーソフトタイヤでアタック。ライバルのハミルトンがいない中、ロズベルグが順当にポールポジションを獲得した。フェルスタッペンはロズベルグに僅かに及ばず2位だったが、史上最年少のフロントローを獲得した。セカンドローはフェラーリ（キミ・ライコネン3位、セバスチャン・ベッテル4位）が占めた。

### 結果
| Pos.                | No. | ドライバー                 | コンストラクター                | Q1       | Q2       | Q3       | Grid |
| ------------------- | --- | -------------------------- | ------------------------------- | -------- | -------- | -------- | ---- |
| 1                   | 6   | ニコ・ロズベルグ           | メルセデス                      | 1:48.019 | 1:46.999 | 1:46.744 | 1    |
| 2                   | 33  | マックス・フェルスタッペン | レッドブル-タグ・ホイヤー       | 1:48.407 | 1:47.163 | 1:46.893 | 2    |
| 3                   | 7   | キミ・ライコネン           | フェラーリ                      | 1:47.912 | 1:47.664 | 1:46.910 | 3    |
| 4                   | 5   | セバスチャン・ベッテル     | フェラーリ                      | 1:47.802 | 1:47.944 | 1:47.108 | 4    |
| 5                   | 3   | ダニエル・リカルド         | レッドブル-タグ・ホイヤー       | 1:48.407 | 1:48.027 | 1:47.216 | 5    |
| 6                   | 11  | セルジオ・ペレス           | フォース・インディア-メルセデス | 1:48.106 | 1:47.485 | 1:47.407 | 6    |
| 7                   | 27  | ニコ・ヒュルケンベルグ     | フォース・インディア-メルセデス | 1:48.080 | 1:47.317 | 1:47.543 | 7    |
| 8                   | 77  | バルテリ・ボッタス         | ウィリアムズ-メルセデス         | 1:48.655 | 1:47.918 | 1:47.612 | 8    |
| 9                   | 22  | ジェンソン・バトン         | マクラーレン-ホンダ             | 1:48.700 | 1:48.051 | 1:48.114 | 9    |
| 10                  | 19  | フェリペ・マッサ           | ウィリアムズ-メルセデス         | 1:47.738 | 1:47.667 | 1:48.263 | 10   |
| 11                  | 8   | ロマン・グロージャン       | ハース-フェラーリ               | 1:48.751 | 1:48.316 |          | 11   |
| 12                  | 20  | ケビン・マグヌッセン       | ルノー                          | 1:48.800 | 1:48.485 |          | 12   |
| 13                  | 21  | エステバン・グティエレス   | ハース-フェラーリ               | 1:48.748 | 1:48.598 |          | 181  |
| 14                  | 30  | ジョリオン・パーマー       | ルノー                          | 1:48.901 | 1:48.888 |          | 13   |
| 15                  | 55  | カルロス・サインツ         | トロ・ロッソ-フェラーリ         | 1:48.876 | 1:49.038 |          | 14   |
| 16                  | 94  | パスカル・ウェーレイン     | MRT-メルセデス                  | 1:48.554 | 1:49.320 |          | 15   |
| 17                  | 12  | フェリペ・ナッセ           | ザウバー-フェラーリ             | 1:48.949 |          |          | 16   |
| 18                  | 31  | エステバン・オコン         | MRT-メルセデス                  | 1:49.050 |          |          | 17   |
| 19                  | 26  | ダニール・クビアト         | トロ・ロッソ-フェラーリ         | 1:49.058 |          |          | 19   |
| 20                  | 9   | マーカス・エリクソン       | ザウバー-フェラーリ             | 1:49.071 |          |          | 202  |
| 21                  | 44  | ルイス・ハミルトン         | メルセデス                      | 1:50.033 |          |          | 213  |
| 107% time: 1:55.280 |     |                            |                                 |          |          |          |      |
| NC                  | 14  | フェルナンド・アロンソ     | マクラーレン-ホンダ             | No Time  |          |          | 224  |
| ソース              |     |                            |                                 |          |          |          |      |

追記
- ^1 - グティエレスはFP3でウェーレインをブロックしたため、5グリッド降格とペナルティポイント3点が科された[9][19]
- ^2 - エリクソンは6基目以降のエンジンコンポーネントを複数投入したため10グリッド降格（順位変動なし）[20]
- ^3 - ハミルトンはフリー走行で3度（6基目から8基目。詳細はレース前及びフリー走行を参照）のパワーユニット交換により55グリッド降格（順位変動なし）[8]
- ^4 - アロンソはタイムを出せなかったが、スチュワードの判断により決勝出走を認められた[21]。なお、フリー走行及び決勝前のパワーユニット交換（フリー走行は全エレメント6基目、決勝前は7基目のエンジン、ターボチャージャー、MGU-K、MGU-H）で60グリッド降格（順位変動なし）[5][13]

## 決勝
2016年8月28日（日曜日）
- 気温26度 路面37度 天候：晴（ドライ）

### 経過
2番手スタートのマックス・フェルスタッペンがスタートで出遅れフェラーリ2台に抜かれたが、直後の鋭角コーナーラ・スルス手前で追いつき強引にインに入りフェラーリ2台と接触。3台ともマシンにダメージを負い優勝争いから脱落した。フェルスタッペンはその後もキミ・ライコネンとのバトルでブレーキング時にラインを変えたことで、ライコネンは無線で「非常識だ」「こっちをコース外に押し出すことしか考えてない」とフェルスタッペンを非難。フェルスタッペンはこの件についてレース後に「ただ自分のポジションを守っていただけだし、それが気に入らないのであれば、それは彼自身の問題だ」と反論した。この他、5コーナーでパスカル・ウェーレインがジェンソン・バトンに追突し、両者ともリタイア。バトンはこのレースが300戦目の出走だったが入賞することはできなかった。6周目、ケビン・マグヌッセンがオー・ルージュで挙動を乱して大クラッシュしタイヤバリアに激突、マグヌッセンはコクピットから脱出し大事には至らなかった。この事故でセーフティカーが導入されたが、タイヤバリアの修復に時間を要するため10周目に赤旗中断となる。レース再開後もニコ・ロズベルグは最後まで首位を明け渡すことなくポール・トゥ・ウィン、5戦ぶりの勝利となった。ベルギーGPでは初勝利。2位は3戦連続表彰台となったダニエル・リカルド、大幅なグリッドダウンで21番手からスタートしたルイス・ハミルトンが3位まで追い上げ表彰台に立った。フォース・インディアのニコ・ヒュルケンベルグとセルジオ・ペレスが4位、5位に入賞して、コンストラクターズランキングでウィリアムズを抜き4位に浮上。ハミルトン同様大幅なグリッドダウンを強いられたフェルナンド・アロンソも7位まで追い上げ、この入賞でマクラーレンもトロ・ロッソを抜き6位に浮上した。デビュー戦のエステバン・オコンは16位完走。

### 結果
| Pos.   | No. | ドライバー                 | コンストラクター                | 周回数 | タイム/リタイア | Grid | Pts. |
| ------ | --- | -------------------------- | ------------------------------- | ------ | --------------- | ---- | ---- |
| 1      | 6   | ニコ・ロズベルグ           | メルセデス                      | 44     | 1:44:51.058     | 1    | 25   |
| 2      | 3   | ダニエル・リカルド         | レッドブル-タグ・ホイヤー       | 44     | +14.113         | 5    | 18   |
| 3      | 44  | ルイス・ハミルトン         | メルセデス                      | 44     | +27.634         | 21   | 15   |
| 4      | 27  | ニコ・ヒュルケンベルグ     | フォース・インディア-メルセデス | 44     | +35.907         | 7    | 12   |
| 5      | 11  | セルジオ・ペレス           | フォース・インディア-メルセデス | 44     | +40.660         | 6    | 10   |
| 6      | 5   | セバスチャン・ベッテル     | フェラーリ                      | 44     | +45.394         | 4    | 8    |
| 7      | 14  | フェルナンド・アロンソ     | マクラーレン-ホンダ             | 44     | +59.445         | 22   | 6    |
| 8      | 77  | バルテリ・ボッタス         | ウィリアムズ-メルセデス         | 44     | +1:00.151       | 8    | 4    |
| 9      | 7   | キミ・ライコネン           | フェラーリ                      | 44     | +1:01.109       | 3    | 2    |
| 10     | 19  | フェリペ・マッサ           | ウィリアムズ-メルセデス         | 44     | +1:05.873       | 10   | 1    |
| 11     | 33  | マックス・フェルスタッペン | レッドブル-タグ・ホイヤー       | 44     | +1:11.138       | 2    |      |
| 12     | 21  | エステバン・グティエレス   | ハース-フェラーリ               | 44     | +1:13.877       | 18   |      |
| 13     | 8   | ロマン・グロージャン       | ハース-フェラーリ               | 44     | +1:16.474       | 11   |      |
| 14     | 26  | ダニール・クビアト         | トロ・ロッソ-フェラーリ         | 44     | +1:27.097       | 19   |      |
| 15     | 30  | ジョリオン・パーマー       | ルノー                          | 44     | +1:33.165       | 13   |      |
| 16     | 31  | エステバン・オコン         | MRT-メルセデス                  | 43     | +1 Lap          | 17   |      |
| 17     | 12  | フェリペ・ナッセ           | ザウバー-フェラーリ             | 43     | +1 Lap          | 16   |      |
| Ret    | 20  | ケビン・マグヌッセン       | ルノー                          | 5      | アクシデント    | 12   |      |
| Ret    | 9   | マーカス・エリクソン       | ザウバー-フェラーリ             | 3      | ギアボックス    | 20   |      |
| Ret    | 55  | カルロス・サインツ         | トロ・ロッソ-フェラーリ         | 1      | パンクチャー    | 15   |      |
| Ret    | 22  | ジェンソン・バトン         | マクラーレン-ホンダ             | 1      | 接触ダメージ    | 9    |      |
| Ret    | 94  | パスカル・ウェーレイン     | MRT-メルセデス                  | 0      | 接触            | 15   |      |
| ソース |     |                            |                                 |        |                 |      |      |

ファステストラップ
- ルイス・ハミルトン（メルセデス） 1:51.583（40周目）

ラップリーダー
- ニコ・ロズベルグ（Lap 1-44）

## 第13戦終了時点でのランキング
|   | 順位 | ドライバー             | ポイント |
|   | 1    | ルイス・ハミルトン     | 232      |
|   | 2    | ニコ・ロズベルグ       | 223      |
|   | 3    | ダニエル・リカルド     | 151      |
| 1 | 4    | セバスチャン・ベッテル | 128      |
| 1 | 5    | キミ・ライコネン       | 124      |

|   | 順位 | コンストラクター                | ポイント |
|   | 1    | メルセデス                      | 455      |
|   | 2    | レッドブル-タグ・ホイヤー       | 274      |
|   | 3    | フェラーリ                      | 252      |
| 1 | 4    | フォース・インディア-メルセデス | 103      |
| 1 | 5    | ウィリアムズ-メルセデス         | 101      |

- 注：ドライバー、コンストラクター共にトップ5のみ表示。